# Olèrdola
Olèrdola ist eine Gemeinde (municipi) mit 3.946 Einwohnern (Stand: 2024) in der Comarca Alt Penedès in der Provinz Barcelona in der Autonomen Region Katalonien. Die Gemeinde gliedert sich in die alten Dörfer Moja, Sant Miquel d'Olèrdola, Sant Pere Molanta und Viladellops sowie in die Neubaugebiete von Can Trabal und Daltmar.

## Lage
Die Dörfer der Gemeinde Olèrdola liegen in einer Höhe von etwa 200 bis 300 Meter ü. d. M. etwa 54 Kilometer (Fahrtstrecke) westlich von Barcelona bzw. etwa 17 Kilometer nordwestlich des Mittelmeer-Badeorts Sitges.

## Bevölkerungsentwicklung
| Jahr      | 1960  | 1970  | 1981  | 1990  | 2000  | 2010  |
| Einwohner | 1.332 | 1.564 | 1.575 | 1.601 | 2.232 | 3.533 |

Seit dem 19. Jahrhundert verzeichnet die Gemeinde ein langsames aber kontinuierliches Wachstum der Bevölkerung, zu dem in jüngster Zeit auch die beiden Neubauviertel Can Trabal und Daltmar mit zusammen etwa 1.000 Einwohnern beigetragen haben.

## Wirtschaft
Früher lebten die Einwohner hauptsächlich als Selbstversorger von der Landwirtschaft, zu der auch der Anbau von Wein und die Haltung von Vieh gehörte. Außerdem diente vor allem der Ort Moja als handwerkliches und merkantiles Zentrum für die Dörfer, Weiler und Einzelgehöfte in der Umgebung. Der Weinbau spielt noch immer eine große Rolle – die hier produzierten Weiß- und Rotweine werden über die Denominació d'Origen Penedès auch in Deutschland vermarktet.

## Geschichte

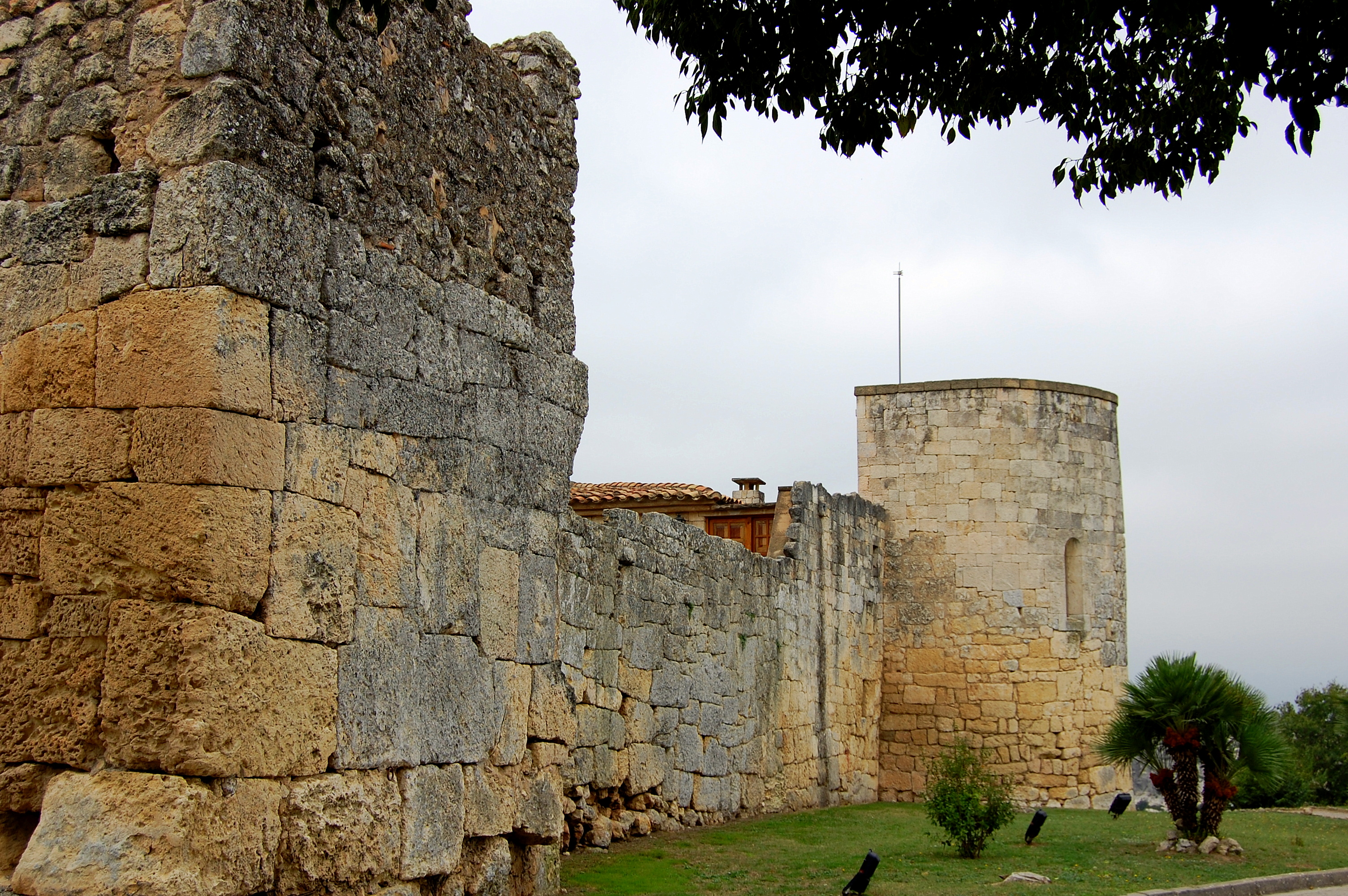
Castell d'Olèrdola

Olèrdola war schon in der Jungsteinzeit, in der Bronzezeit sowie im 1. Jahrtausend v. Chr. von Stämmen der Iberer besiedelt. In römischer Zeit erhielt das hier erbaute Kastell eine Umfassungsmauer aus mächtigen Steinblöcken (Zyklopenmauerwerk). In den Jahren 713/4 eroberten muslimische Heerscharen die Region, die jedoch früh von den Grafen von Barcelona zurückerobert wurde, ohne dass wiederholte Beutezüge (Razzien) der Mauren hätten gänzlich verhindert werden können. Wie eine Urkunde Sunyers I. aus dem Jahr 929 beweist, wurde das römische Kastell bereits im frühen Mittelalter mit einem Bruchsteinmauerwerk ausgebessert und erhöht; außerdem ist von einem Kirchenneubau die Rede. Im Jahr 985 unternahm Almansor einen Feldzug in diese Gegend, bei dem die Kirche teilweise zerstört wurde.
Die Tumba Olèrdolana (oder Tumba antropomórficas) sind vergesellschaftete, mittelalterliche, in den Fels gehauene Gräber. Aufgrund ihrer großen Anzahl in Olèrdola erhielten sie in Spanien den Namen Tumbas Olèrdolana.

## Sehenswürdigkeiten
Sant Miquel d'Olèrdola

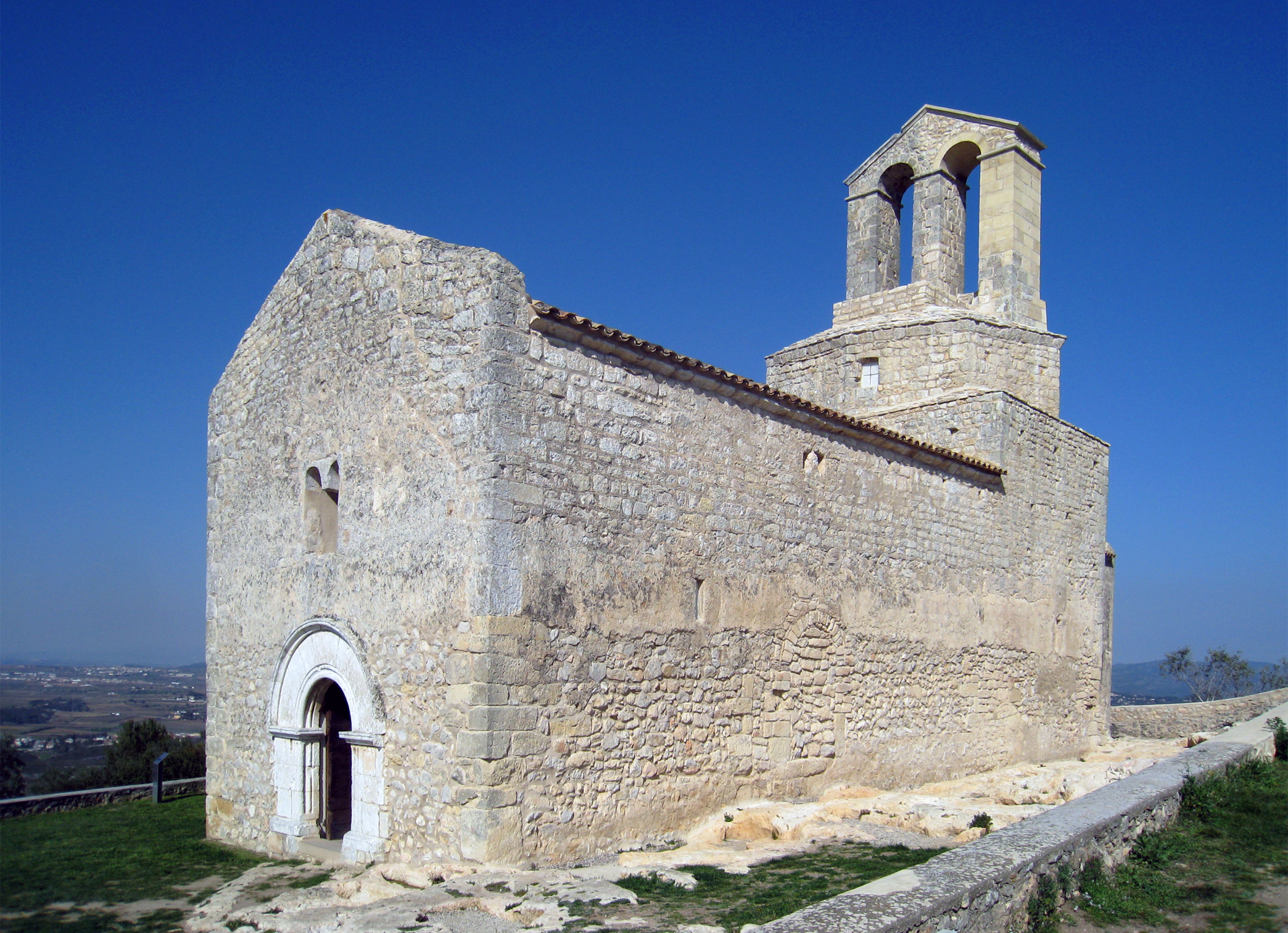
Esglesia Sant Miquel

- Bedeutende Teile der römischen und mittelalterlichen Mauern des ca. 400 Einwohner zählenden Orts sind noch erhalten.
- Das schmucklose Bruchsteinmauerwerk der im Jahr 992 wiederaufgebauten ehemaligen Pfarrkirche (Esglesia Sant Miquel) stammt größtenteils noch aus dem 10. Jahrhundert – lediglich die Aufstockung des Vierungsbereichs mit einem Glockengiebel (espadanya) sowie die Erneuerung des Portals nach erneuten Zerstörungen durch Heeresteile der Almoraviden im Jahr 1108 sind Zutaten des 12. Jahrhunderts. Bei einer erneuten Restaurierung der Kirche im Jahr 2011 wurden auch Spuren aus der Stilepochen der Gotik und der Renaissance sowie ein Friedhof mit aus dem Felsgestein herausgehauenen Steinkistengräbern entdeckt, so dass man davon ausgehen muss, dass die Kirche noch lange Zeit als Pfarrkirche genutzt wurde.
- In der Nähe wurde im Jahr 1999 eine Außenstelle des Museu d'Arqueologia de Catalunya eingerichtet.
- Die Ruinen einer weiteren romanischen Kapelle (Capella de Santa Maria) liegen etwa fünf Gehminuten vom Ort entfernt.

Moja

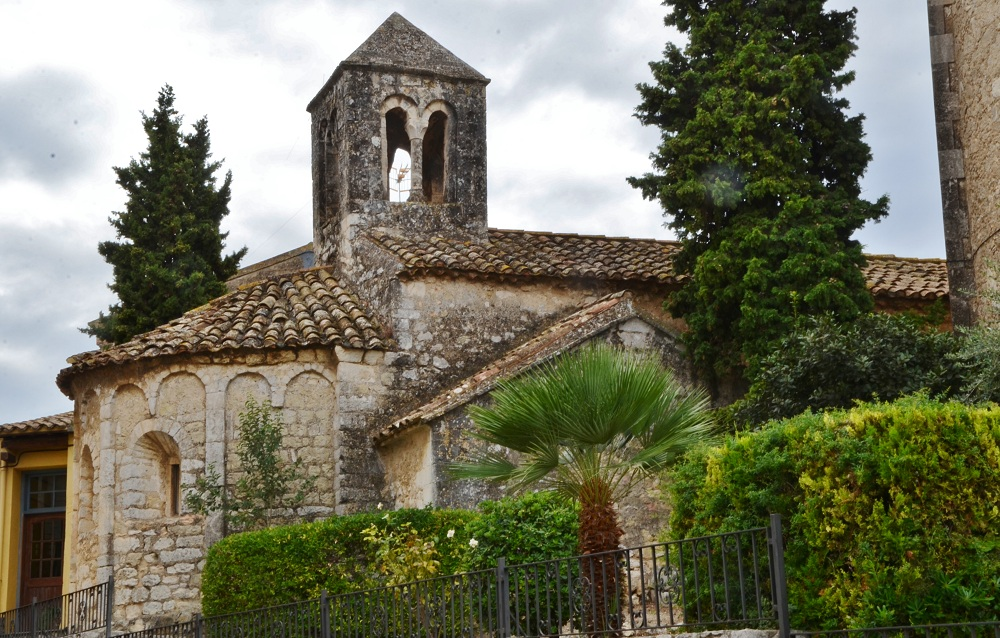
Esglesia Sant Esteve

- Die neoromanische Pfarrkirche Sant Jaume im Zentrum des etwa 1400 Einwohner zählenden Ortes ist ein Werk des 19. Jahrhunderts.
- Die unmittelbar angrenzende, aus einer Mischung von Bruch- und Hausteinen errichtete romanische Kirche Sant Esteve wurde in der zweiten Hälfte des 11. Jahrhunderts erbaut. Die mit drei abgeschrägten Fensterlaibungen versehene Apsis zeigt eine Blendarkadengliederung mit Lisenen und einem breiten Rundbogenfries unter der Dachtraufe. An einer Wand des Kircheninnern findet sich ein frühgotischer Sarkophag mit einem Dekor aus überschneidenden Bögen; er ruht auf zwei Konsolen mit archaisch wirkenden Köpfen.
- Der am Ortsrand stehende Wachturm Torre de Moja geht auf das 10. Jahrhundert zurück, wurde jedoch in späterer Zeit mehrfach überarbeitet.

Viladellops
- Auch das kleine, nur etwa 50 Einwohner zählende Dorf Viladellops besitzt einen mittelalterlichen Wachturm.
- Die kleine romanische Capella Sant Joan hat ein Rundfenster und einen einfachen Glockengiebel über dem Westportal.

Sant Pere Molanta
- Die Kirche Sant Pere des etwa 650 Einwohner zählenden Dorfs stammt aus dem 18. Jahrhundert.

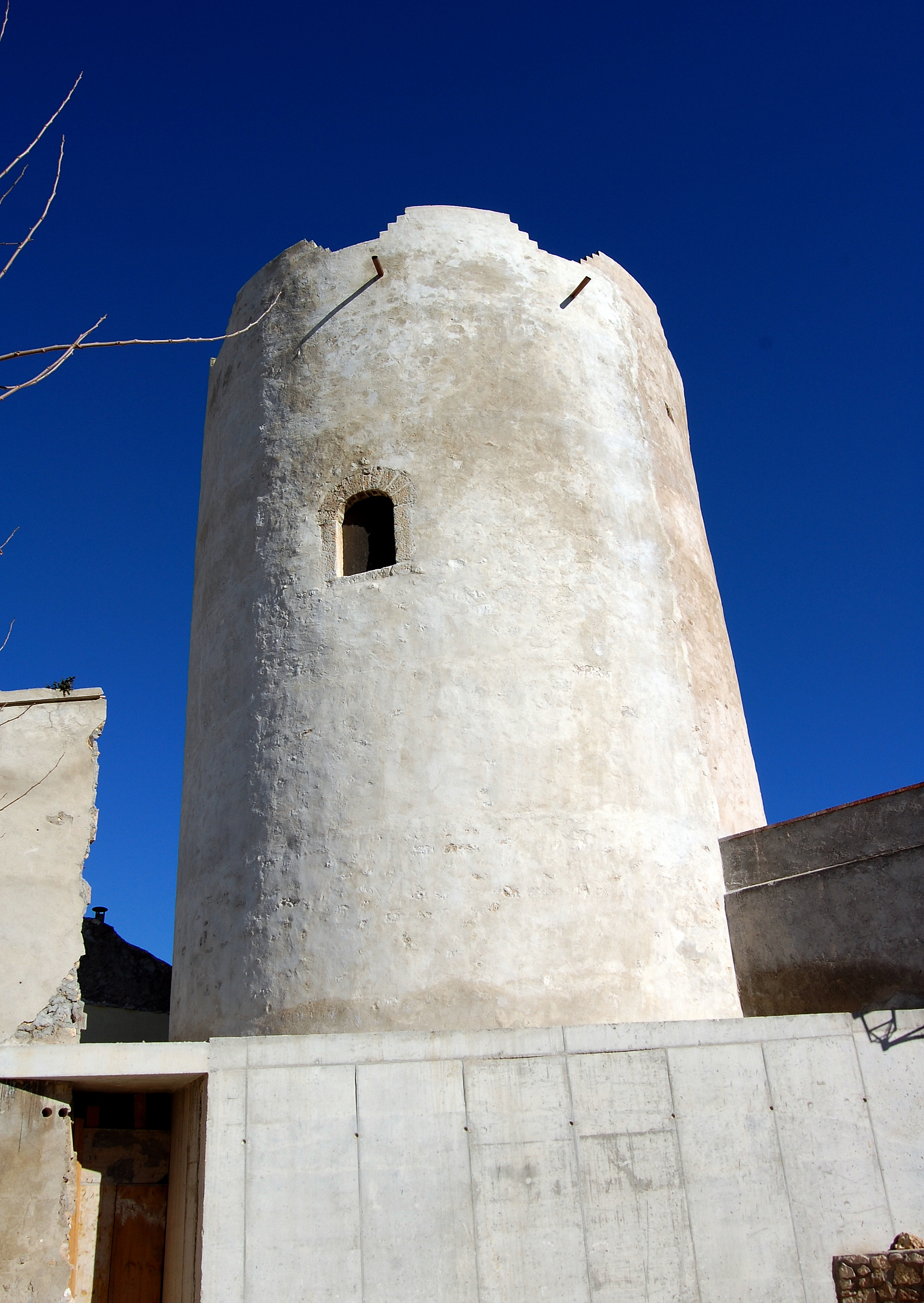
Torre de Moja
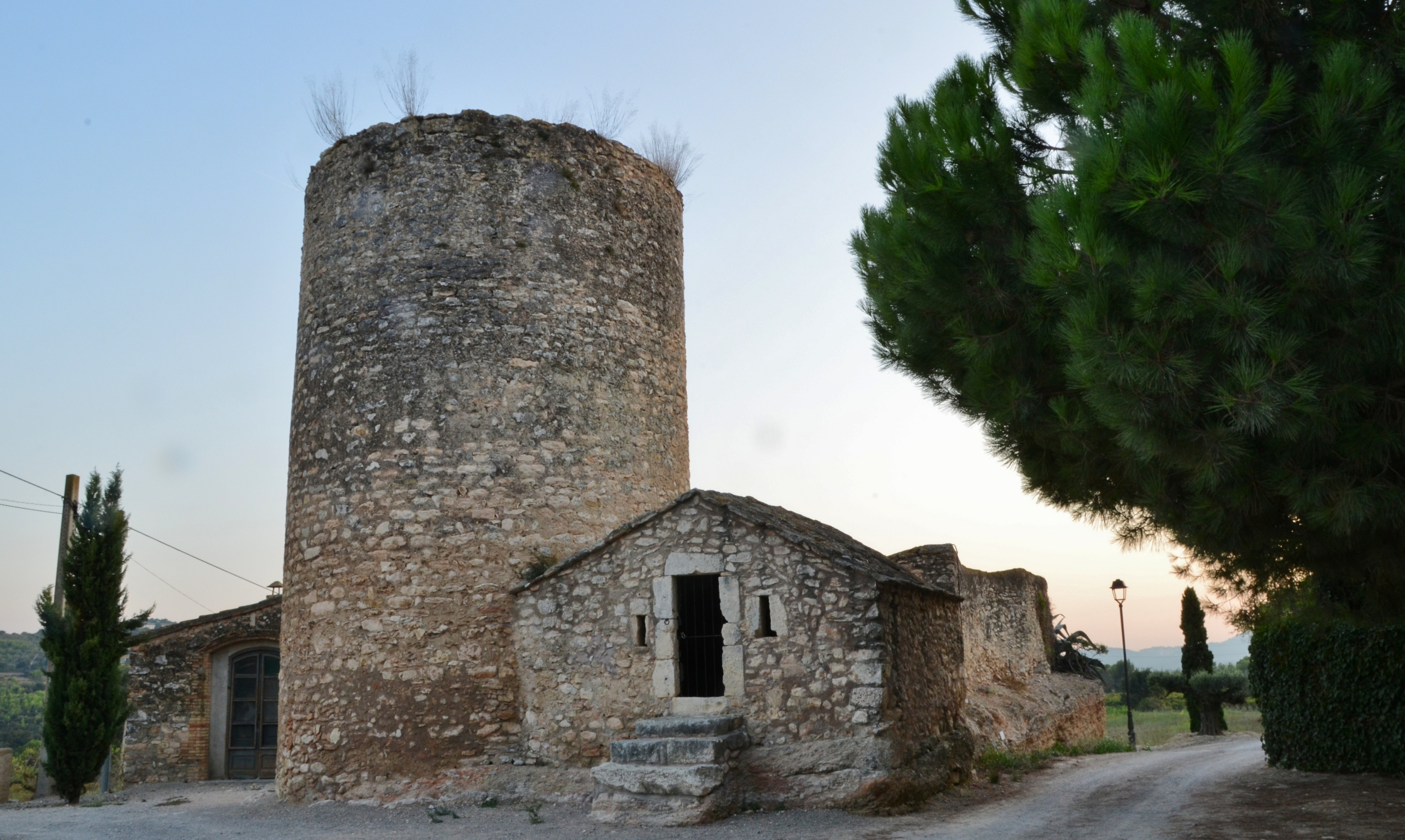
Torre de Viladellops
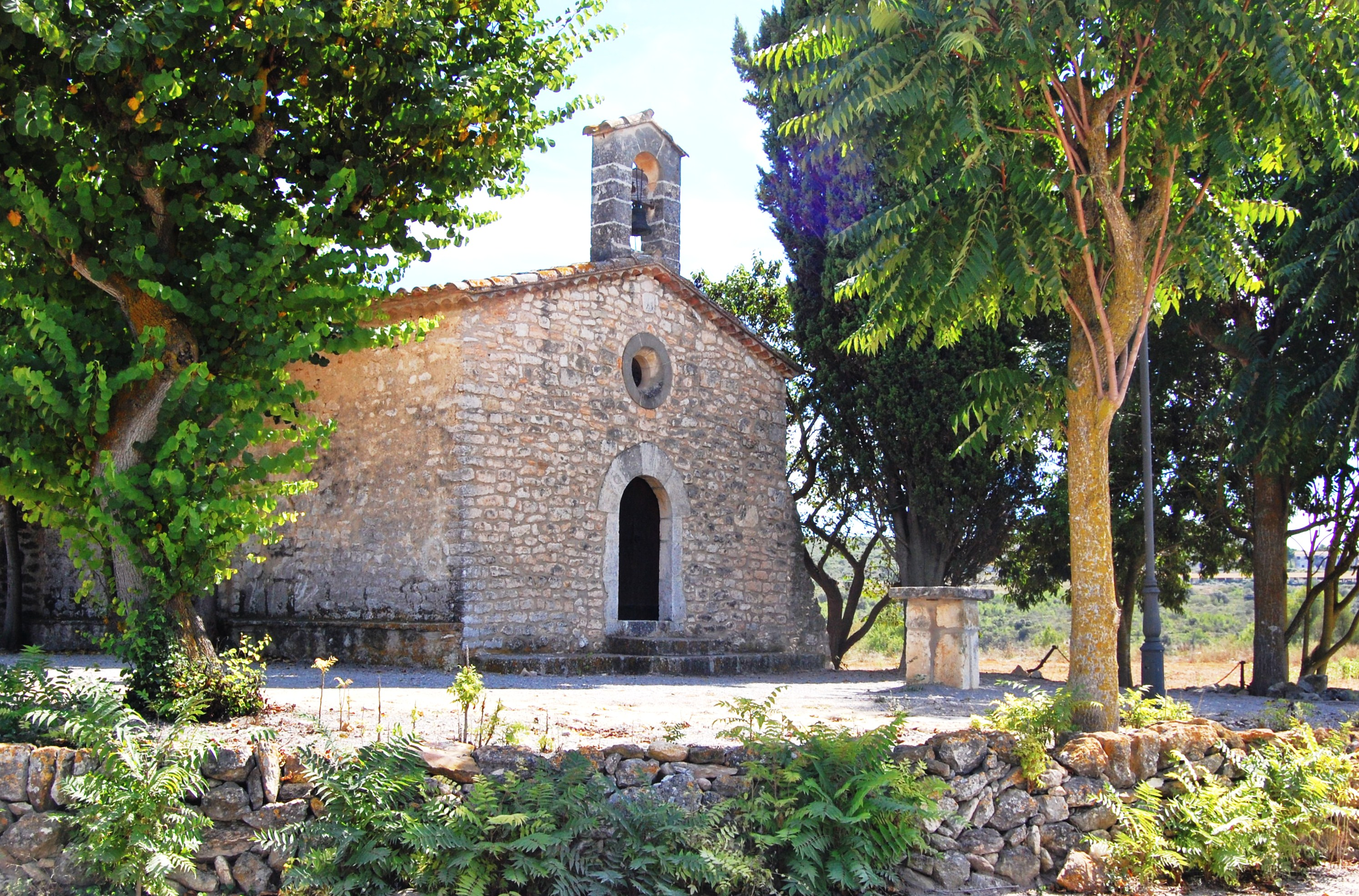
Sant Joan de Viladellops
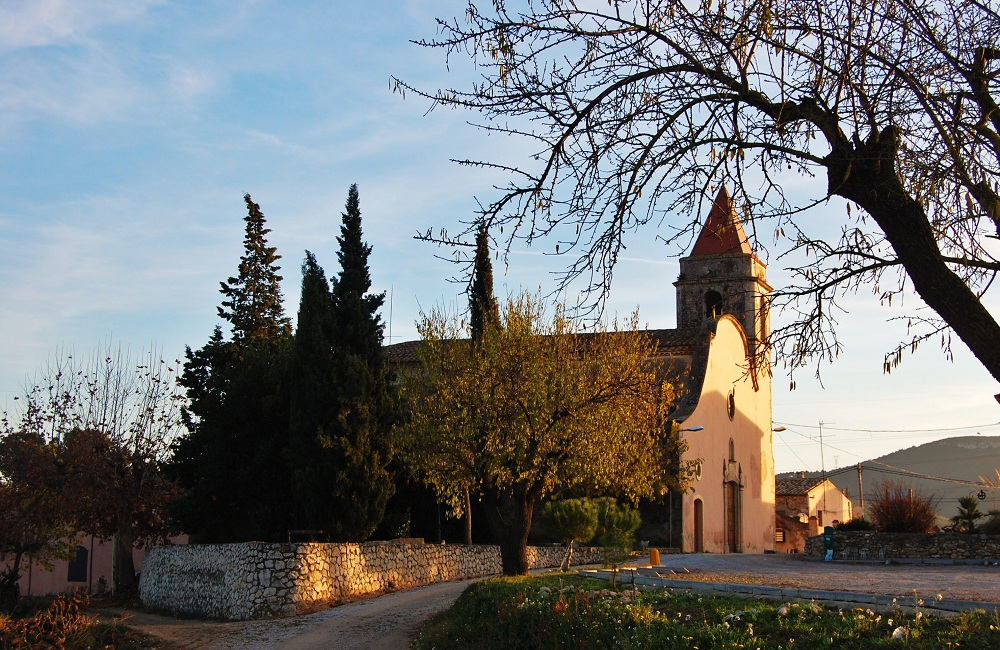
Sant Pere Molanta